# Sân bay Dundo
Sân bay Dundo (IATA: DUE, ICAO: FNDU) là một sân bay ở thành phố Dundo, Angola.

## Hãng hàng không và điểm đến
| Hãng hàng không      | Các điểm đến |
| -------------------- | ------------ |
| Fly Angola           | Luanda       |
| TAAG Angola Airlines | Luanda       |